# Antonín Jaroslav Puchmajer

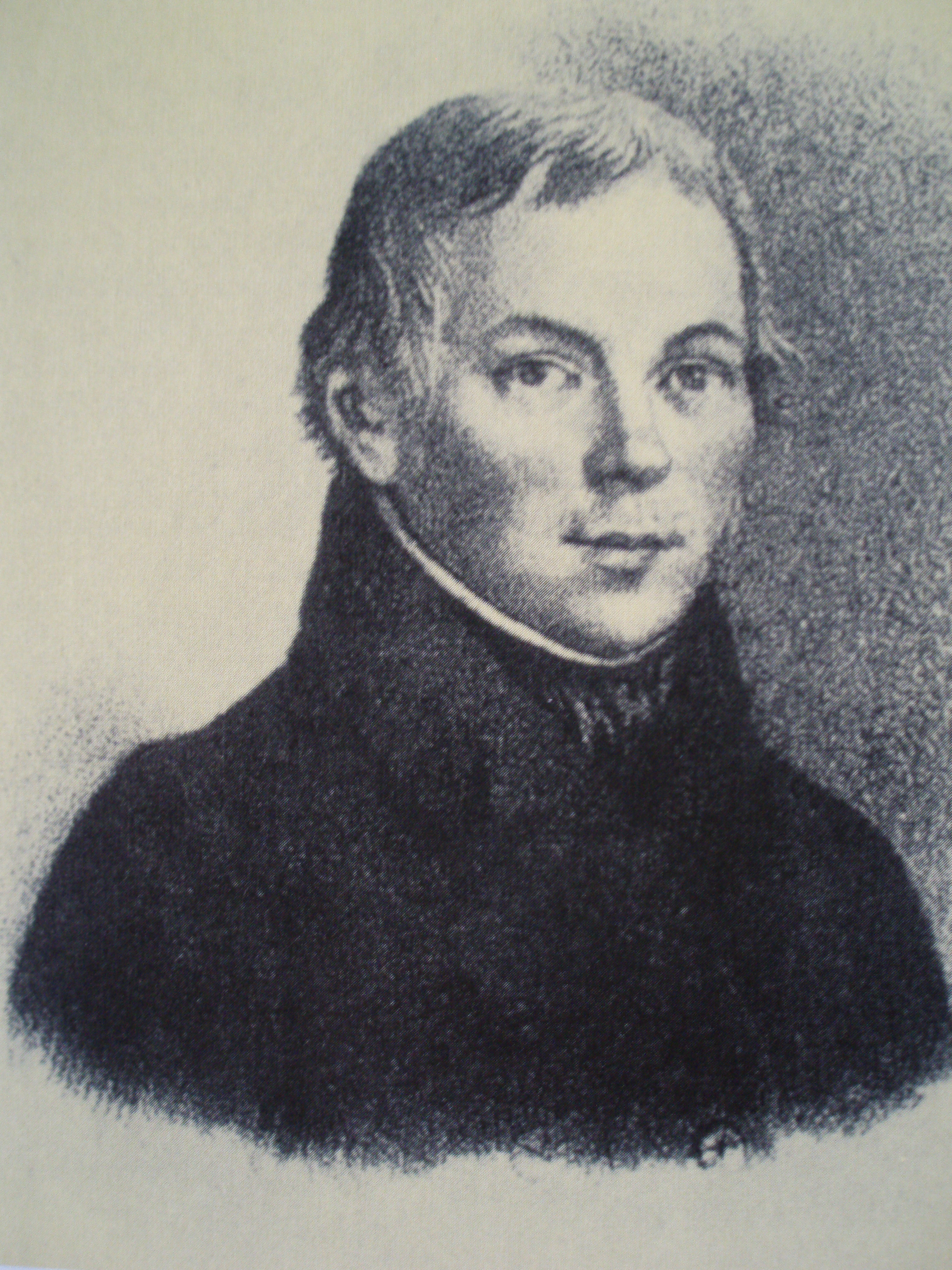
Antonín Jaroslav Puchmajer.

Antonín Jaroslav Puchmajer, född den 7 januari 1769 i Moldauthein i Böhmen, död den 29 september 1820, var en  tjeckisk författare.
Puchmajer blev 1806 kyrkoherde i Radnitz. Bland de skalder, som hör till den tjeckiska renässansens första skede, är Puchmajer otvivelaktigt den främste och den tongivande. Med honom börjar en ny tid, med förädlad smak. Hans första diktsamling utkom 1795 (Sebráni bdsni a zpévu, I); denna följdes efter hand av fyra andra, den sista 1814, delvis efterbildningar av Bürger, Kleist, J.B. Rousseau, Lafontaine och Karpinski. Puchmajers vittra skrifter utgavs samlade 1833 av Nejedly under titeln Fialky (Violer). Som språklärd är Puchmajer känd genom Lehrgebäude der russischen Sprache (1820). Andra språkliga arbeten av Puchmajer är Grammatik und Wörterbuch der Zigeunersprache (1821) och ett försök till slavisk pasigrafi, Pravopis rusko-cesky (1805; ny upplaga 1851), varförutom han redigerade 2:a delen av Dobrovskys tysk-tjeckiska ordbok.